# پی‌رنگ

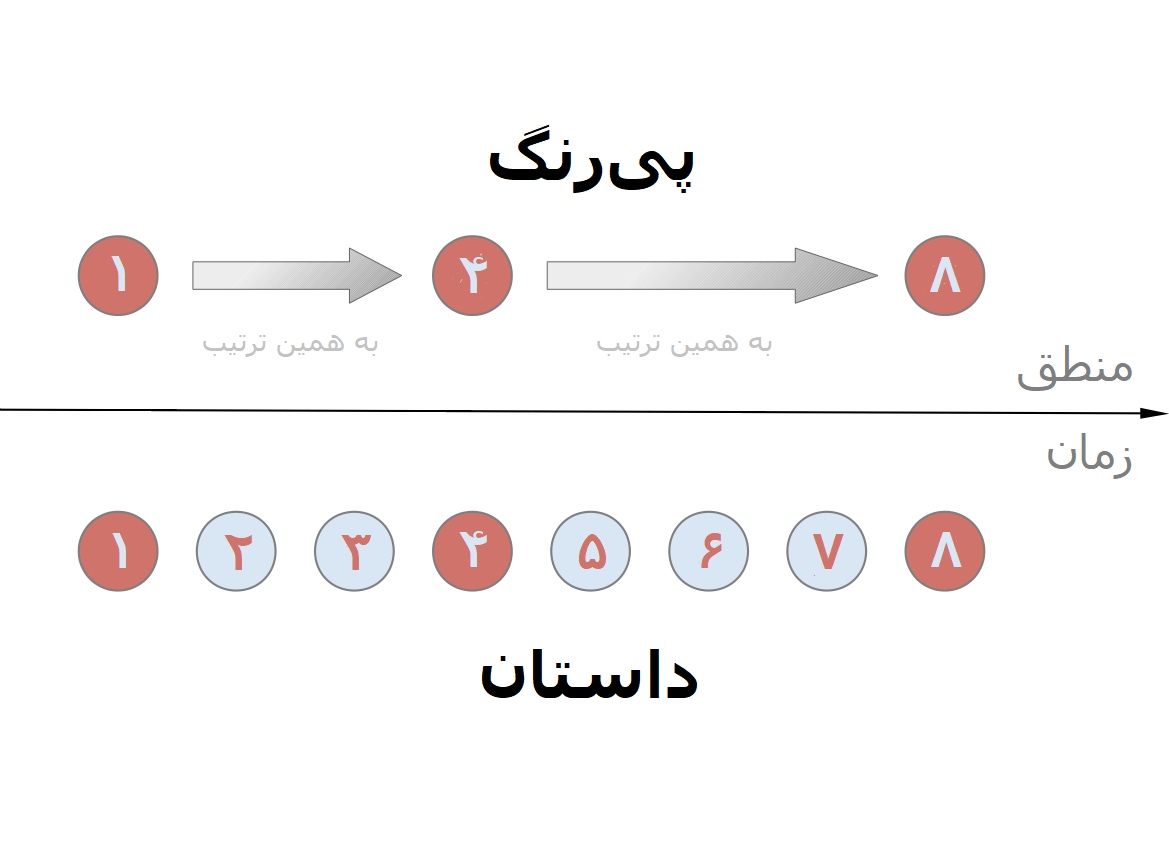
پی‌رنگ توالی علت و معلول در یک داستان است.

پِی‌ْرنگ یا پیرنگ (به انگلیسی: Plot)، در حوزه هنرهای نمایشی و ادبیات ساختار، چارچوب و نظم و ترتیب منطقی حوادث در یک اثر ادبی یا هنری مانند داستان، نمایشنامه و شعر است. پیرنگ در فارسی طرح نیز نامیده می‌شود.
ممکن است علاوه بر پی‌رنگ اصلی، یک یا چند پی‌رنگ فرعی نیز وجود داشته باشد. در تعریفی اجمالی می‌توان؛ پی‌رنگ یا طرح را کلیاتی دانست که بر اساس آن، جزئیات یک اثر ادبی نوشته می‌شود. برای مثال؛ توضیحاتی کوتاه از خط داستانی یک اثر ادبی، کلیاتی است که بر اساس آن توضیحات، نوشته‌های بیشتری در خود اثر می‌آیند.
واژهٔ «پی‌رنگ» در داستان به معنای روایت حوادث داستان با تأکید بر رابطهٔ علیّت می‌باشد. واژهٔ پیرنگ توسط جمال میرصادقی برای این معنی از هنر نقّاشی وام گرفته شده‌است؛ همانند طرحی که نقّاشان بر روی کاغذ می‌کشند و بعد آن را کامل می‌کنند یا پی ساختمان که معماران می‌ریزند و از روی آن ساختمان بنا می‌کنند.
توجه به این نکته که طرح (پی‌رنگ) و خلاصه داستان با هم فرق دارند، ضروری است. در خلاصه داستان هدف نقل موجز و اجمالیِ داستان است در حالی که طرح، روایت نقشه (اسکلت) داستان با تأکید بر علیت داستان شکل گسترده طرحی است که نویسنده پیش از آفرینش داستان آن را ذهنی یا مکتوب طراحی کرده‌است. نسبت طرح و داستان در ادبیات (داستانی) با مفهوم طرح اولیه و نقاشی کامل شده در هنر نقاشی کم شباهت نیست.
منتقدان اغلب پیرنگ یا طرح را «نقل وقایع داستان بر اساس علیت» تعریف می‌کنند. پیرنگ را نقشه داستان نیز تعریف کرده‌اند. ادوارد مورگان فورستر مثال می‌زند که «سلطان درگذشت و سپس ملکه مرد» داستان است زیرا فقط ترتیب منطقی حوادث بر حَسَبِ توالی زمانی رعایت شده‌است. اما «سلطان درگذشت و پس از چندی ملکه از اندوه بسیار درگذشت» پی‌رنگ است زیرا در این بیان، بر علیّت و چرایی مرگ ملکه نیز تأکید شده‌است.
آنچه مولانا در حکایت شاه و کنیز می‌گوید: «گفت معشوقم تو بودستی نه آن | لیک کار از کار خیزد در جهان» ناظر به همین رابطهٔ علت و معلولی است.
تعریف پی‌رنگ در اصل، از فن شاعری ارسطو مایه می‌گیرد. ارسطو، پی‌رنگ را متشکل از سه بخش می‌داند: آغاز که حتماً نباید در پی حادثهٔ دیگری آمده باشد، میان که هم در پی حوادثی آمده و هم با حوادث دیگری دنبال می‌شود، و پایان که پیامد طبیعی و منطقی حوادث پیشین است. از نظر ارسطو، پی‌رنگ ایدئال از چنان همبستگی و استحکامی برخوردار است که اگر حادثه‌ای از آن حذف یا جا‍‌به‌جا شود، وحدت آن به کلّی درهم می‌ریزد.
پی‌رنگ با عناصری چون «شخصیت» و «کشمکش» پیوستگی و رابطهٔ نزدیکی دارد و ممکن است به واژگونی و کشف منتهی شود.
ادوارد مورگان فورستر تعریف ساده اما بسیار مفیدی از طرح (پی‌رنگ) به دست می‌دهد: داستان، روایت رویدادهایی است که در توالی زمانی منظم شده باشد. طرح نیز روایت رویدادهاست که در آن بر تصادف تأکید شده باشد.
طبق تعریف فورستر بین داستان و پی‌رنگ تفاوت است از این سخن درمی‌یابیم که داستان نقل رشته‌ای از حوادث است که تنها بر طبق توالی زمانی، نظم و ترتیب یافته‌است در حالی‌که پی‌رنگ نقل حوادث با تکیه بر موجبیّت و روابط علی و معلولی‌است.
تعبیر پی‌رنگ را به جای طرح (Plot)، در ایران برای اولین بار محمدرضا شفیعی کدکنی پیشنهاد کرد و جمال میرصادقی آن را به کار برد. پی‌رنگ در واقع همان بیرنگ است. پی‌رنگ طرحی است که نقاشان به روی کاغذ می‌کشند و بعد آن را کامل می‌کنند یا طرح ساختمانی که معماران می‌ریزند و از روی آن ساختمان را بنا می‌کنند.

## ساختار
ساختارِ طرح شامل شروع، ناپایداری، گسترش، تعلیق، نقطه اوج، گره گشایی، پایان است.
پایان دسته‌بندی‌ها و گونه‌های متفاوت دارد مانند :پایان خوش، پایان باز و پایان کلاسیک.

## ویژگی‌ها
ویژگی‌های یک طرح:
- زمان طرح همیشه زمان حال است
- طرح همیشه به صورت سوم شخص نقل می‌شود.
- وقایع با رعایت توالیِ زمان مرتب می‌شود.
- عدم توجه به جزئیات

این ویژگی‌ها بدون توجه به چگونگی استفاده آن‌ها در داستان در طرح توسط نویسنده باید ملحوظ شود.